# Museum van Levende Nederlandsche Meesters
Het Museum van Levende Nederlandsche Meesters (later ’s Rijks Verzameling van Kunstwerken van Moderne Meesters en 's Rijks Verzameling van Moderne Kunst ) was van 1838 tot 1885 een museum voor hedendaagse kunst in Haarlem. Het museum was gevestigd op de bel-etage en in de muzieksalon van Paviljoen Welgelegen.
Het Museum van Levende Nederlandsche Meesters was het eerste museum voor hedendaagse kunst in Nederland. Het werd op 21 november 1828 bij koninklijk besluit nr. 114 door koning Willem I ingesteld. Willem I bepaalde hierin dat de werken van moderne meesters uit het Trippenhuis, het Amsterdamse 's Rijks Museum en het Koninklijk Kabinet van Schilderijen in het nieuwe museum opgenomen moesten worden. Door de Belgische opstand vorderde de verbouwing langzaam en werd het museum pas tien jaar later in 1838 geopend.
Het museum werd gezamenlijk beheerd door het Rijksmuseum van Schilderijen en het Koninklijk Kabinet van Schilderijen. De eerste directeuren waren Johan Steengracht van Oostcapelle vanuit het Koninklijk Kabinet van schilderijen en Cornelis Apostool vanuit het Rijksmuseum. Haarlem werd door het Museum van Levende Nederlandsche Meesters - naast Amsterdam en Den Haag - een belangrijke stad op het gebied van moderne kunst. Niet iedereen was het hier mee eens. Met name Victor de Stuers vond Haarlem als kunststad ongeschikt en beschreef het museum als een depot. Het museum sloot in 1885 toen het Rijksmuseumgebouw in Amsterdam opende. Alle schilderijen verhuisden naar het Rijksmuseum.

## Collectie
Van Oostkapelle verscheepte uit de collectie van het Mauritshuis 165 schilderijen die daarvoor in aanmerking kwamen en liet deze overbrengen naar het museum in Haarlem. Vanuit het Rijksmuseum werden 60 werken overgebracht. Hoewel het museum de ambitie had de collectie uit te breiden was er geen budget voor.
In 1848 is door het bestuur van het Rijksmuseum besloten ook werken van overleden kunstenaars uit de negentiende eeuw te tonen uit hun bestaande collectie. Vijftig schilderijen werden toegevoegd en het museum kreeg de naam ’s Rijks Verzameling van Kunstwerken van Moderne Meesters.
In de periode 1860 - 1875 werden door het museum veertig aankopen gedaan en uit nalatenschappen werden vijftien voornamelijk portretschilderijen van kunstenaars toegevoegd. In 1874 werd Strandgezicht te Scheveningen van Hendrik Willem Mesdag aangekocht. De kostbaarste aankoop van het museum was in 1878 het schilderij Alleen op de Wereld van Jozef Israëls.

## Directeuren
De eerste directeuren van het museum waren Johan Steengracht van Oostcapelle (Koninklijk Kabinet van schilderijen) en Cornelis Apostool (Rijksmuseum). Zij werden beiden opgevolgd door respectievelijk Jean Zacharie Mazel en Jan Willem Pieneman.

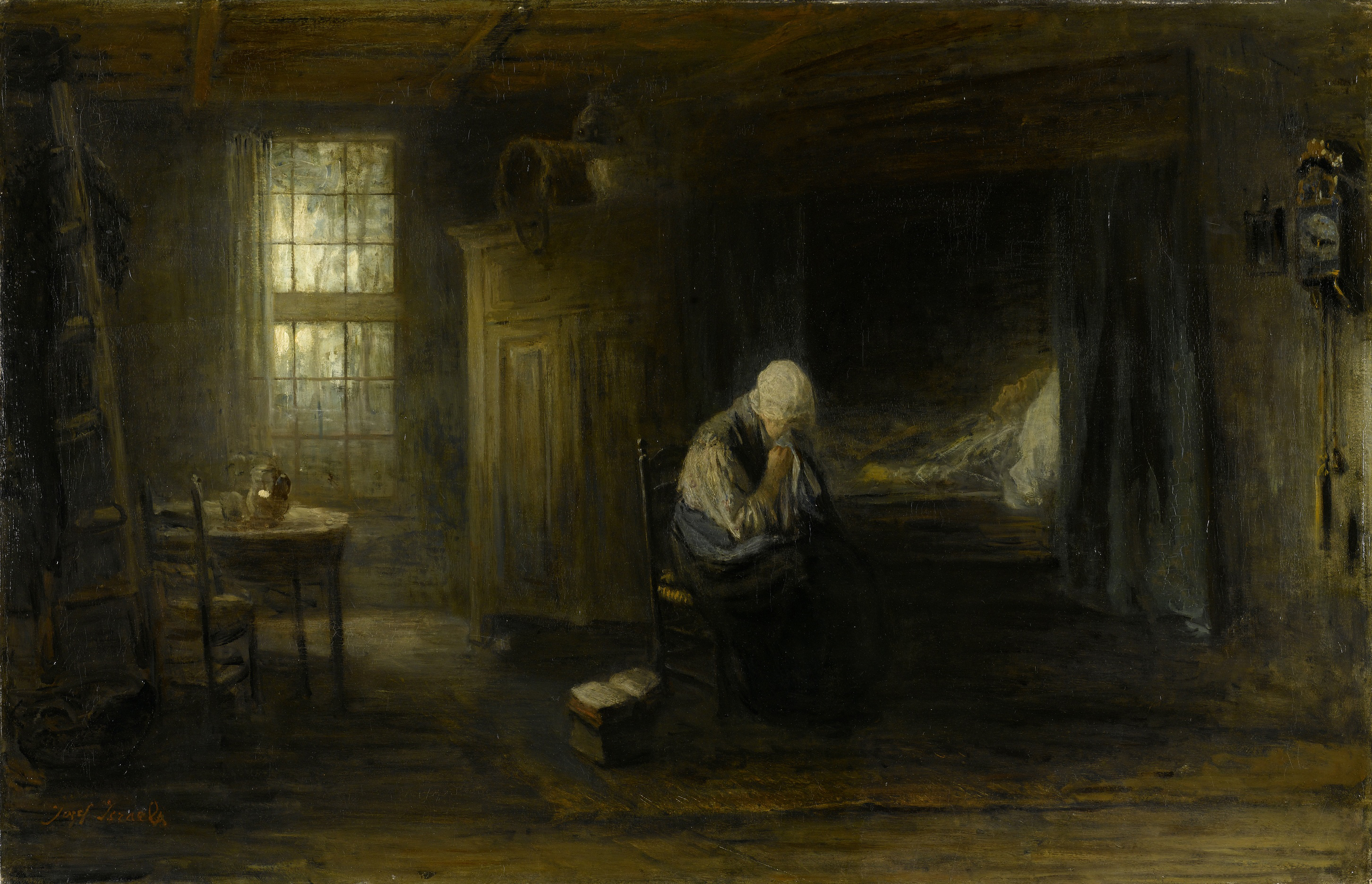
Jozef Israëls - Alleen op de wereld
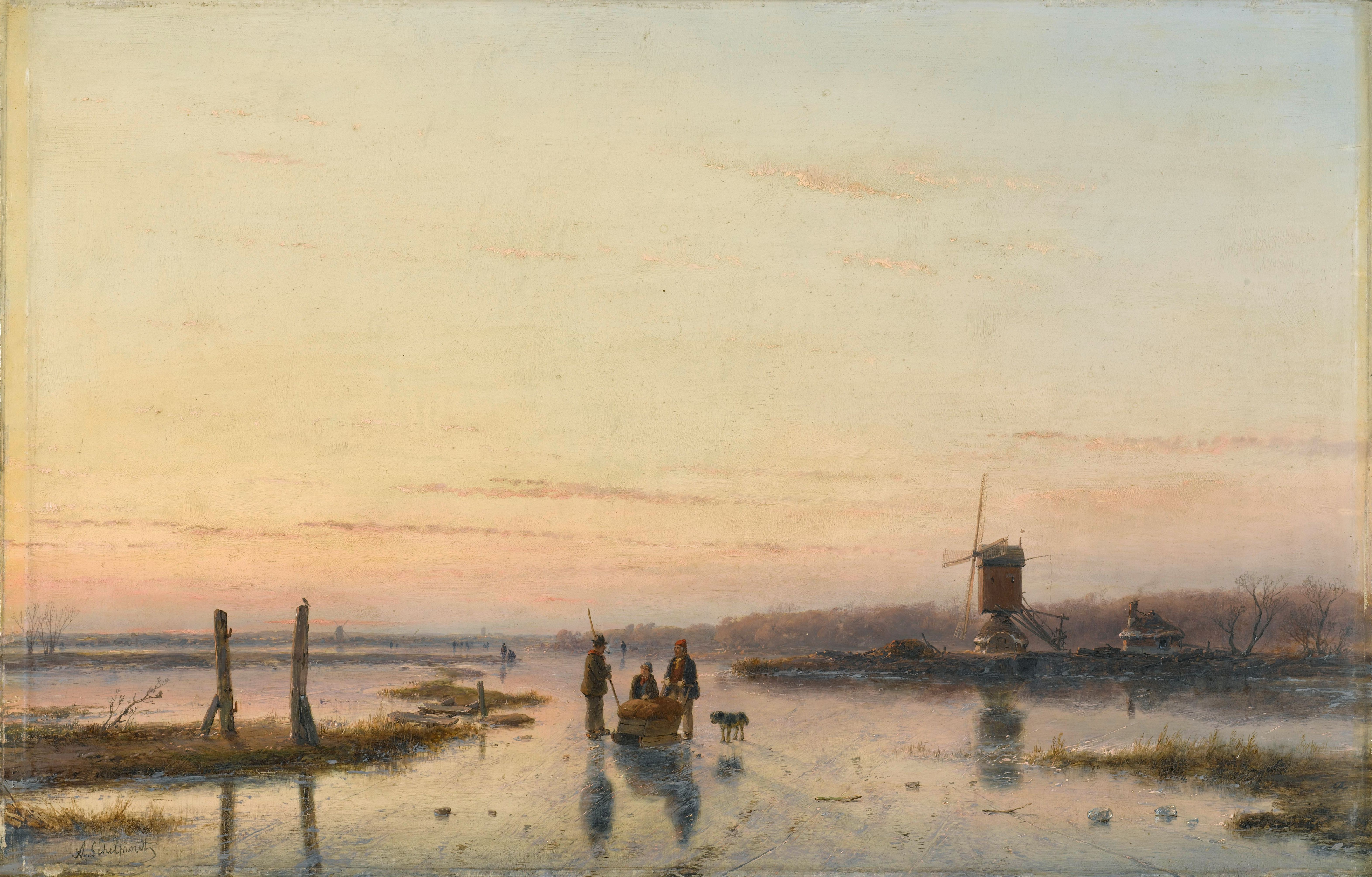
Andreas Schelfhout - IJsgezicht met molen
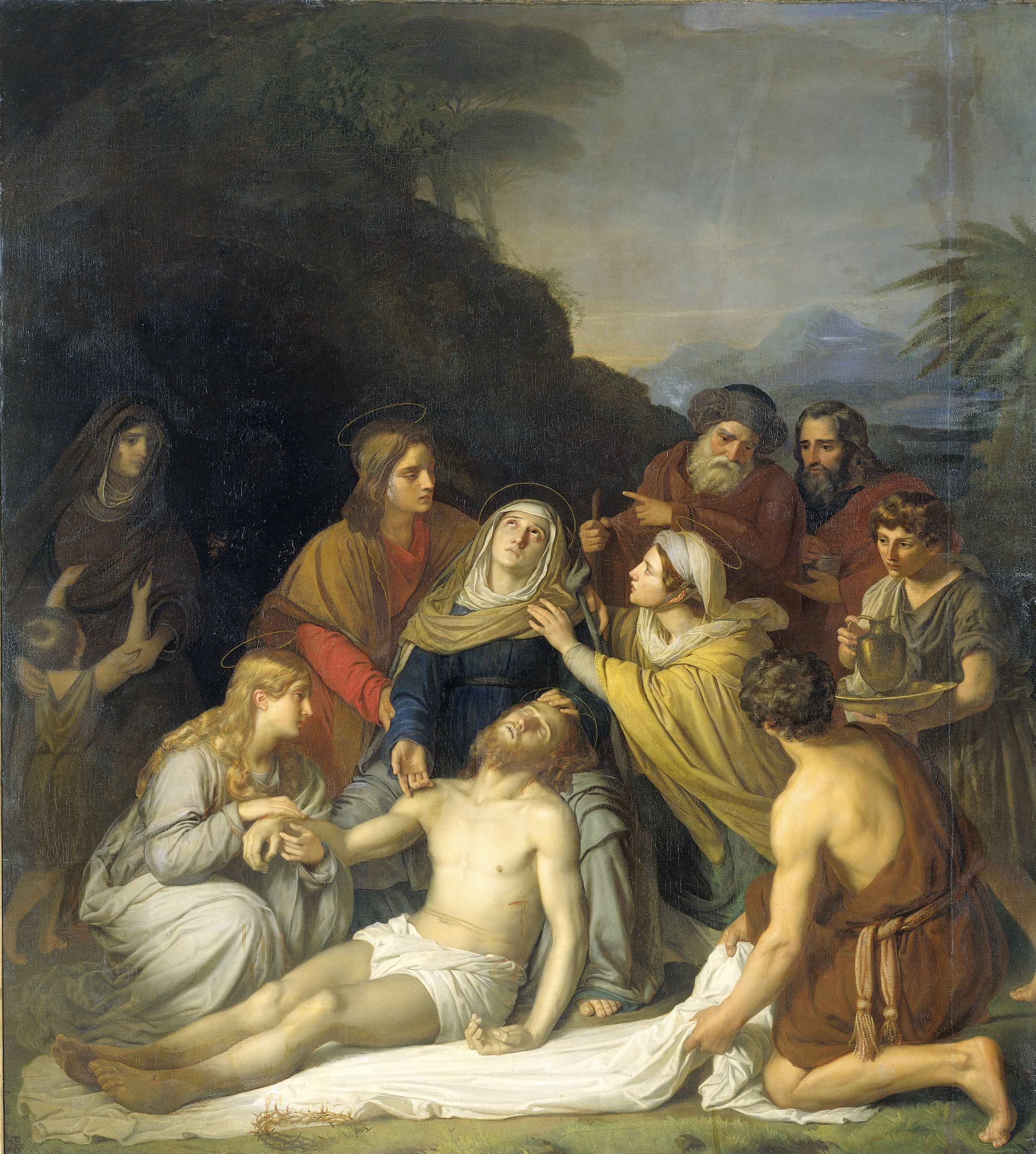
Kruseman -De graflegging
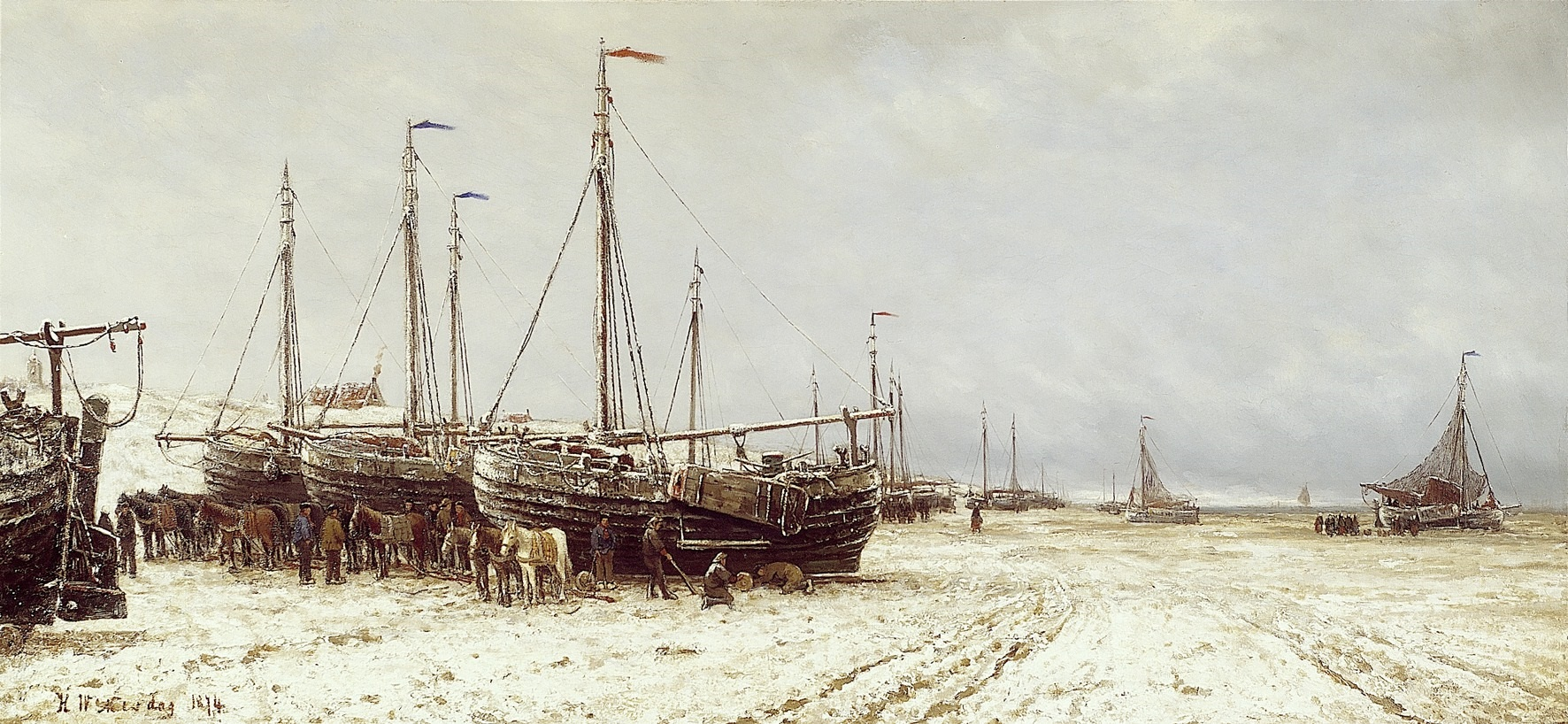
Boten op het strand van Scheveningen, Hendrik Willem Mesdag
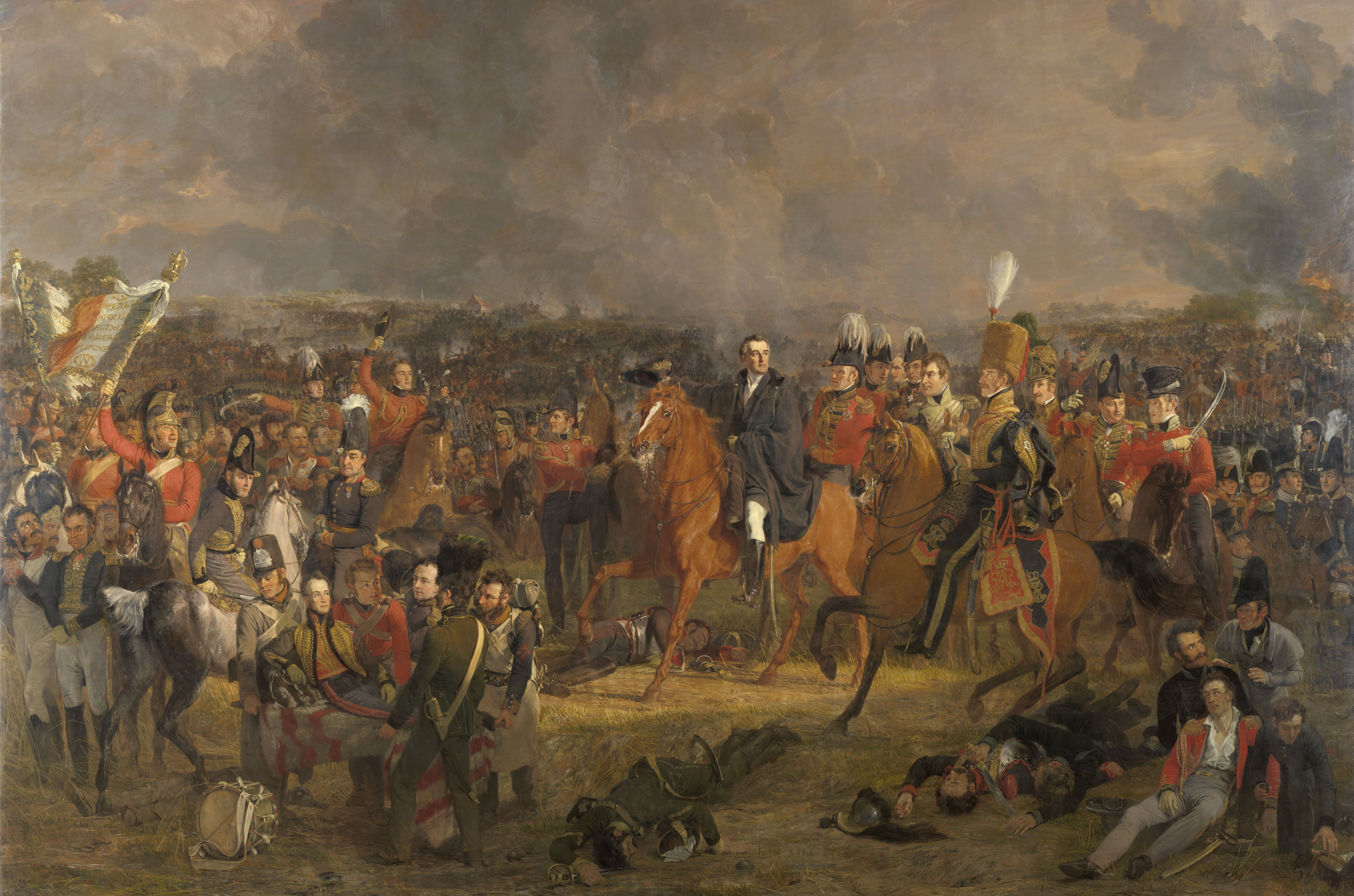
De Slag bij Waterloo, Pieneman